# Tour de l'Algarve 1985
Navigation
1984 1986
Le 11e Tour de l'Algarve a lieu du 27 avril au 1er mai 1985, dans cette région la plus méridionale du Portugal continental.

## Généralité
La vitesse moyenne de ce tour est de plusieurs dizaines de km/h[Combien ?].

## Classement principal
| \| 1. Eduardo Correia \| en[Combien ?] d'heures, minutes, secondes \| \| \| \| 2. Marco Chagas \| à[Combien ?] de min, s \| \| \| \| 3. Belmiro Silva (pt) \| à[Combien ?] de min, s \| \| \| \| 4. Venceslau Fernandes (en) \| à[Combien ?] de min, s \| \| \| \| 5. António Pinto \| à[Combien ?] de min, s \| \| \| \| 6. Marino Fonseca \| à[Combien ?] de min, s \| \| \| \| 7. Alberto Leal \| à[Combien ?] de min, s \| \| \| \| 8. António Alves \| à[Combien ?] de min, s \| \| \| \| 9. Fernando Fernandes (de) \| à[Combien ?] de min, s \| \| \| |                                           |  |  |
| 1. Eduardo Correia | en[Combien ?] d'heures, minutes, secondes |  |  |
| 2. Marco Chagas | à[Combien ?] de min, s                    |  |  |
| 3. Belmiro Silva (pt) | à[Combien ?] de min, s                    |  |  |
| 4. Venceslau Fernandes (en) | à[Combien ?] de min, s                    |  |  |
| 5. António Pinto | à[Combien ?] de min, s                    |  |  |
| 6. Marino Fonseca | à[Combien ?] de min, s                    |  |  |
| 7. Alberto Leal | à[Combien ?] de min, s                    |  |  |
| 8. António Alves | à[Combien ?] de min, s                    |  |  |
| 9. Fernando Fernandes (de) | à[Combien ?] de min, s                    |  |  |

## Les étapes
| Étape     | Villes étapes  | Km          | Vainqueur d'étape  | Deuxième d'étape | Troisième d'étape | Durée de l'étape (en heures, minutes, secondes) | Vitesse moyenne du vainqueur (en km/h) | Leader du classement général |
| 1re étape | [Lesquelles ?] | [Combien ?] | Phil Thomas,       | [Qui ?]          | [Qui ?]           | [Combien ?]                                     | [Combien ?]                            | Phil Thomas,                 |
| 2e étape  | [Lesquelles ?] | [Combien ?] | Marco Chagas,      | [Qui ?]          | [Qui ?]           | [Combien ?]                                     | [Combien ?]                            | [Qui ?] d'[Où ?]             |
| 3e étape  | [Lesquelles ?] | [Combien ?] | Joey McLoughlin,   | [Qui ?]          | [Qui ?]           | [Combien ?]                                     | [Combien ?]                            | [Qui ?] d'[Où ?]             |
| 4e étape  | [Lesquelles ?] | [Combien ?] | José Xavier,       | [Qui ?]          | [Qui ?]           | [Combien ?]                                     | [Combien ?]                            | [Qui ?] d'[Où ?]             |
| 5e étape  | [Lesquelles ?] | [Combien ?] | Carlos Santos,     | [Qui ?]          | [Qui ?]           | [Combien ?]                                     | [Combien ?]                            | [Qui ?] d'[Où ?]             |
| 6e étape  | [Lesquelles ?] | [Combien ?] | Marco Chagas,      | [Qui ?]          | [Qui ?]           | [Combien ?]                                     | [Combien ?]                            | [Qui ?] d'[Où ?]             |
| 7e étape  | [Lesquelles ?] | [Combien ?] | Paulo J. Ferreira, | [Qui ?]          | [Qui ?]           | [Combien ?]                                     | [Combien ?]                            | [Qui ?] d'[Où ?]             |
| 8e étape  | [Lesquelles ?] | [Combien ?] | Eduardo Correia,   | [Qui ?]          | [Qui ?]           | [Combien ?]                                     | [Combien ?]                            | Eduardo Correia,             |

## Classements annexes
| Classement par points             | Marco Chagas,            |
| Classement du meilleur grimpeur   | Marco Chagas,            |
| Classement de la meilleure équipe | Sporting-Raposeira (pt), |